# Sagittaria rigida
Sagittaria rigida là một loài thực vật có hoa trong họ Alismataceae. Loài này được Pursh miêu tả khoa học đầu tiên năm 1813.